# Saint-Hippolyte (Indre i Loira)
Saint-Hippolyte és un municipi francès, situat al departament de l'Indre i Loira i a la regió de Centre – Vall del Loira. L'any 2007 tenia 553 habitants.

## Demografia

### Població
El 2007 la població de fet de Saint-Hippolyte era de 553 persones. Hi havia 251 famílies, de les quals 80 eren unipersonals (27 homes vivint sols i 53 dones vivint soles), 95 parelles sense fills, 57 parelles amb fills i 19 famílies monoparentals amb fills.
La població ha evolucionat segons el següent gràfic:
Habitants censats

### Habitatges
El 2007 hi havia 351 habitatges, 263 eren l'habitatge principal de la família, 47 eren segones residències i 41 estaven desocupats. 338 eren cases i 9 eren apartaments. Dels 263 habitatges principals, 232 estaven ocupats pels seus propietaris, 29 estaven llogats i ocupats pels llogaters i 3 estaven cedits a títol gratuït; 1 tenia una cambra, 20 en tenien dues, 48 en tenien tres, 67 en tenien quatre i 128 en tenien cinc o més. 160 habitatges disposaven pel capbaix d'una plaça de pàrquing. A 113 habitatges hi havia un automòbil i a 127 n'hi havia dos o més.

### Piràmide de població
La piràmide de població per edats i sexe el 2009 era:
| Homes | Edats   | Dones |
| ----- | ------- | ----- |
| 0     | 95 o +  | 0     |
| 0     | 90 a 94 | 12    |
| 8     | 85 a 89 | 4     |
| 8     | 80 a 84 | 4     |
| 12    | 75 a 79 | 4     |
| 24    | 70 a 74 | 24    |
| 20    | 65 a 69 | 24    |
| 16    | 60 a 64 | 12    |
| 16    | 55 a 59 | 24    |
| 16    | 50 a 54 | 8     |
| 40    | 45 a 49 | 36    |
| 16    | 40 a 44 | 28    |
| 8     | 35 a 39 | 16    |
| 8     | 30 a 34 | 8     |
| 20    | 25 a 29 | 16    |
| 8     | 20 a 24 | 4     |
| 20    | 15 a 19 | 24    |
| 24    | 10 a 14 | 24    |
| 12    | 5 a 9   | 16    |
| 12    | 0 a 4   | 8     |

## Economia
El 2007 la població en edat de treballar era de 360 persones, 256 eren actives i 104 eren inactives. De les 256 persones actives 239 estaven ocupades (133 homes i 106 dones) i 18 estaven aturades (8 homes i 10 dones). De les 104 persones inactives 57 estaven jubilades, 18 estaven estudiant i 29 estaven classificades com a «altres inactius».

### Ingressos
El 2009 a Saint-Hippolyte hi havia 278 unitats fiscals que integraven 594 persones, la mediana anual d'ingressos fiscals per persona era de 16.350 €.

### Activitats econòmiques
Dels 20 establiments que hi havia el 2007, 1 era d'una empresa extractiva, 2 d'empreses alimentàries, 1 d'una empresa de fabricació d'altres productes industrials, 9 d'empreses de construcció, 3 d'empreses de comerç i reparació d'automòbils, 1 d'una empresa d'hostatgeria i restauració, 2 d'entitats de l'administració pública i 1 d'una empresa classificada com a «altres activitats de serveis».
Dels 7 establiments de servei als particulars que hi havia el 2009, 1 era un taller de reparació d'automòbils i de material agrícola, 2 paletes, 2 fusteries i 2 lampisteries.
Dels 2 establiments comercials que hi havia el 2009, 1 era una botiga de menys de 120 m² i 1 una joieria.
L'any 2000 a Saint-Hippolyte hi havia 42 explotacions agrícoles que ocupaven un total de 1.540 hectàrees.

## Equipaments sanitaris i escolars
El 2009 hi havia una escola maternal integrada dins d'un grup escolar amb les comunes properes formant una escola dispersa.

## Poblacions més properes
El següent diagrama mostra les poblacions més properes.